# Prizioù

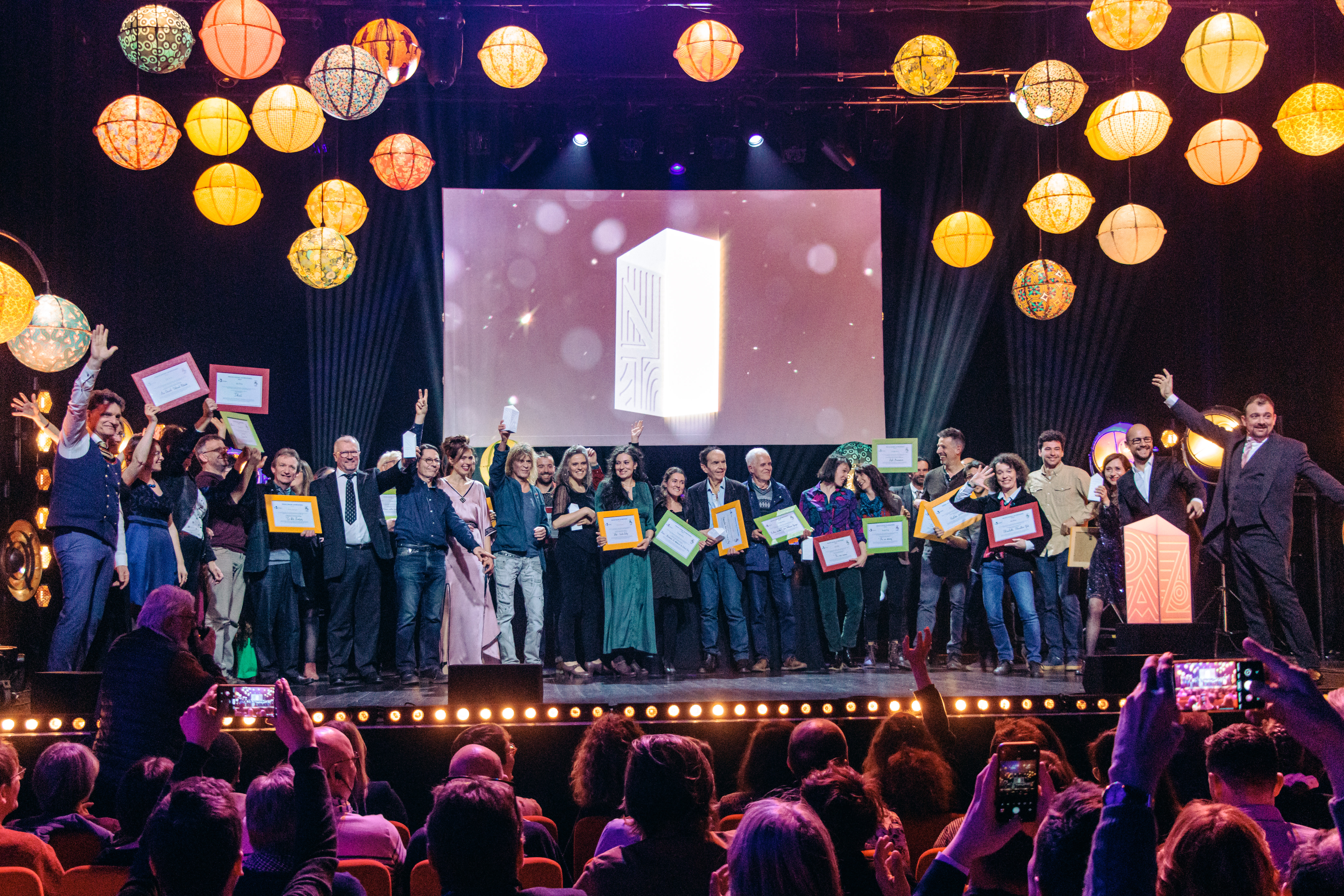
Les lauréats des Prizioù 2024 à Nantes.

Les Prizioù (« prix » en breton) sont des récompenses attribuées chaque année à des personnes, associations, entreprises ou institutions qui ont marqué l'innovation en langue bretonne. La cérémonie de remise est filmée et diffusée en direct sur Internet et en différé à la télévision sur France 3 Bretagne et à la radio sur France Bleu Breizh Izel. Depuis 1997, la cérémonie se déroule dans une ville différente de Bretagne. Depuis 2012, France 3 se joint à l'Office Public de la langue bretonne et coordonne la manifestation avec celle des Prizioù Rannvroel Dazont ar Brezhoneg (« les prix régionaux de l'avenir du Breton »), joignant au prix une remise de 1500 € pour le gagnant.

## Déroulement

### Le jury
Le jury, issu du monde associatif ou professionnel brittophone, décerne trois prix par catégorie. Il choisit le grand prix le jour même de la cérémonie des Prizioù.

## Historique

### Édition 1997
| Catégories            | Palmarès                                           |
| --------------------- | -------------------------------------------------- |
| Traduction            | CD-ROM Teo, Leo ha Manda, TES                      |
| Etude                 | Grammaire du breton contemporain, Francis Favereau |
| Livre pour enfants    | Ar viou pask…, Yann-Fanch Jacq et Malo Ar Menn     |
| Sujet de presse       | Kronikoù Per Salaun, dans Le Trégor                |
| Comédien              | Sylvain Kernoa, dans Testamant ar c’hi             |
| Livre                 | Un dornad Plu, Youenn Gwernig                      |
| Chanteuse             | Annie Ebrel avec Dibenn                            |
| Film                  | CLB 24, Gurvan Musset et Hervé Morzadec            |
| Bretonnant de l’année | Lycée Diwan                                        |

### Édition 1998
| Catégories             | Palmarès                                                              |
| ---------------------- | --------------------------------------------------------------------- |
| Etude                  | An emsav lennegel brezhonek hag an danevelloù berr, Anke Simon        |
| Livre pour la jeunesse | Trouz didrouz, Maryvonne Berthou                                      |
| Livre                  | Anna Mouradova, qui a traduit un livre : Ludotchka de Viktor Astafief |
| Emission de radio      | Eun dro e prizon an Hermitage e Brest, Gurvan Musset                  |
| Comédien               | Bob Simon, E Liv an douar, Gaia Teatr                                 |
| Chanteur               | Didier Dreau et Kristen Nicolas, Evit Beg ar gaou, Bed ar spi         |
| Bretonnant de l’année  | Radio Kerne                                                           |

### Édition 1999
| Catégories             | Palmarès                                                                |
| ---------------------- | ----------------------------------------------------------------------- |
| Livre jeunesse         | Melen, ki bihan rodellek, Fanch Peru                                    |
| Etude                  | Histoire de la Bretagne, Louis Elegoet                                  |
| Prix spécial           | Mikael Madeg (avec un travail sur les noms de lieu en mer)              |
| Livre                  | Dianket, Francis Favereau                                               |
| Breton sur internet    | Kêr an Oriant                                                           |
| Documentaire télé      | Anna Quéré                                                              |
| Comédien               | Jakez Andre, Arsenik ha kozh dantelaj                                   |
| Chanteur               | Noluen Le Buhe, Laret a hrer din                                        |
| Bretonnant de l’année  | Andrew Lincoln, président de Diwan avec Lise Karaez                     |
| Innovation pédagogique | collège Mescoat Landerne, collège Charlez Langleiz Pondi et lycée Diwan |

### Édition 2000
| Catégories            | Palmarès                                                                              |
| --------------------- | ------------------------------------------------------------------------------------- |
| Etude                 | Traditions populaires de Bretagne : du coq à l’âne. Yezhoù al loened, Daniel Giraudon |
| Nouvelle              | Remi, Hervé ar Bihan                                                                  |
| Disque                | Er roue Stevan, Roland Becker                                                         |
| Film télé             | Roparz Hemon, Soazig Daniellou                                                        |
| Comédien              | Ar vro Bagan                                                                          |
| Livre                 | Temi i variazioni, Y Doëlan (sous pseudo)                                             |
| Bretonnant de l’année | Ronan ar C’hoadig (avec un travail sur les œuvres d'Anjela Duval)                     |

### Édition 2001
| Catégories            | Palmarès                                                          |
| --------------------- | ----------------------------------------------------------------- |
| Reportage             | Marie-Laure Groix                                                 |
| Etude                 | Nouvel atlas linguistique de Basse-Bretagne, Jean Le Du           |
| Film télé             | « Brezhoneg, un siècle de breton », Anna Quéré et Patrick Guinard |
| Comédien              | Aziliz Bourges, dans Termaji, Teatr Penn-ar-bed                   |
| Chanteur              | Marthe Vassallo                                                   |
| Livre                 | refusé par Bernez Tangi                                           |
| Bretonnant de l’année | Yann-Fanch Jacq (Keit vimp Bev)                                   |

### Édition 2002
| Catégories            | Palmarès                                          |
| --------------------- | ------------------------------------------------- |
| Livre pour enfants    | Ar bleizi, Corinne ar Mero                        |
| Site Internet         | Académie de Rennes, www.ac-rennes.fr              |
| Roman policier        | Tenzor dindan vor ar Prins Frederik, Yann Bijer   |
| Livre de poésie       | Kestell traezh evit kezeg ar mor, Yann-Bêr Piriou |
| Documentaire télé     | Anjela Duval, Mari Kermareg                       |
| CD                    | Spontus et Kanerion Pleuigner                     |
| Bretonnant de l’année | France Bleu Breiz Izel                            |

### Édition 2003
| Catégories               | Palmarès                                                                   |
| ------------------------ | -------------------------------------------------------------------------- |
| Livre jeunesse           | Gireg al livour bihan, David Jambon écrit avec Cédric Sinou                |
| Etude                    | An dud hag al loened, Daniel Giraudon                                      |
| Article de presse écrite | Mestrez Koad Pin, Lionel Buannic                                           |
| Livre                    | War un ton laou, Yann Gerven                                               |
| Documentaire télé        | Kafe du ha merc’hed en gwenn, Sebastien Le Guillou et Lorenzo della Libera |
| CD                       | N’eo ket echu, Nolwenn Korbell                                             |
| Bretonnant de l’année    | Div Yezh ha Stumdi                                                         |

### Édition 2004
| Catégories            | Palmarès                                                  |
| --------------------- | --------------------------------------------------------- |
| Bretonnant de l’année | A-bouez-penn, Dastum en pays vannetais                    |
| Bande dessinée        | Sorserezed Breselien, Bruno Bertin traduit par Jil Penneg |
| Roman                 | Daeroù dre ar goueleh, Jeffrey Shaw                       |
| Site internet         | europeotales.net                                          |
| CD                    | Un devez e-barzh Kreh Morvan, Marcel Guilloux             |
| Documentaire télé     | Goulou en noz, Thierry Compain                            |

### Édition 2005
| Catégories            | Palmarès                                           |
| --------------------- | -------------------------------------------------- |
| Emission de radio     | Ar re zo bet da labourat e Mururoa, Hervé ar Beg   |
| Livre jeunesse        | Brezel an Erevent, Marianna Donart et Moran Dipode |
| Documentaire télé     | Brezhoneg e 6 miz, Ronan Hirrien                   |
| Meilleur livre        | Carnets de Route, Ifig Troadeg                     |
| Bretonnant de l’année | Ya ! / Keit vimp bev                               |
| Disque                | Kanerion Pleuigner                                 |
| Prix spécial          | Mouchig Dall                                       |

### Édition 2006
Les « Prizioù 2007 » ont récompensé ce qui s’était fait en 2006 alors que jusqu’en 2005, les prix étaient décernés sous le nom de l’année qui venait de s’écouler (Prizioù 2005 pour la production de 2005).

### Édition 2007
À partir de janvier 2007, les Prizioù ont récompensé ce qui c’était fait de meilleur en matière de langue bretonne durant l’année civile précédente.
| Catégories            | Palmarès                                                       |
| --------------------- | -------------------------------------------------------------- |
| Site internet         | Brezhoweb.com, Lionel Buannic                                  |
| Roman                 | Seizh devez warn’ugent, Mich Beyer                             |
| Documentaire          | Matezh, Thierry Compain                                        |
| CD                    | Norsk, Kreiz Breizh Akademi                                    |
| Bretonnant de l’année | Klaskerien ha treizherien soñjoù, Conseil général du Finistère |

### Édition 2008
| Catégories                     | Palmarès                              |
| ------------------------------ | ------------------------------------- |
| Roman                          | An deiz hirgortozet, de Gege Gwenn    |
| CD                             | Les figurants, Yann Raoul             |
| Film télé                      | War an uhel, Erwan et Tangi Kermarrec |
| Bretonnant de l’année          | Diwan (30 vloaz, 30 ans)              |
| Meilleure expression en breton | Nolwenn Korbell                       |
| Prix d’honneur                 | Fañch Broudic                         |

### Édition 2009
La douzième cérémonie s'est déroulée dans la salle de spectacle de l'Archipel à Fouesnant (Finistère).
Membres du jury : Marie Stervinou, Gwen Lavenan, Mikael Baudu, Per Drezen, Elen Rubin, et Franck Bodenez.
| Catégories                      | Palmarès | Nommés |
| ------------------------------- | --- | ------ |
| Meilleur livre de fiction       | Mervel ul lunvez (« Mourir un lundi »), recueil de nouvelles d'Henri Dorcel (éditions Emgleo-Breiz)                                                                                                   |        |
| Meilleur disque                 | Ozan Trio pour Konsert2 (Keltia Musique) |        |
| Meilleur documentaire télé      | Hent Dall (« Chemin aveugle »), portrait d'un couple d'aveugles du Trégor de Sébastien Le Guillou |        |
| Meilleure initiative jeunesse   | Divskouarn, association qui vise à promouvoir le breton dans les crèches maternelles |        |
| Plus belle expression en breton | Martial Menard pour sa chronique dans Ouest-France Dimanche et le petit dico de la piste en Bretagne, aux éditions Coop Breizh et, ex aequo, Gwenole Bihannig, pour sa traduction de Titeuf en breton |        |
| Bretonnant de l'année           | Ar Redadeg, association organisatrice d'une course à pied de Nantes à Carhaix, pour financer les projets concernant la langue bretonne                                                                |        |

### Édition 2010
La treizième édition a lieu au centre culturel « Le Dôme » de Saint-Avé (Morbihan) et est présentée par Goulwena an Henaff et Erik Gudenkauf, professeur de breton.
Membres du jury :  Dominique Bourgès (mairie Guimaëc), Gwenola Coïc (collège Diwan de Plésidy), Pauline Kerscaven (Quêteurs de mémoire), Jean-Yves Abalain (Brest-Métropole-Océane), Brendan Corre (chanteur du groupe Francis Jackson) et Gwenaël Kere (Radio Bro Gwened).
| Catégories                       | Palmarès | Nommés |
| -------------------------------- | --- | ------ |
| Meilleur traduction (de livre)   | Mark Kerrain, gant troidigezh Teod ar balafenned gant Manuel Rivas (troet eus ar galiseg). Embannet gant An Alarc'h |        |
| Meilleur disque                  | Dom Duff evit e bladenn E-unan (BNC Productions)                                                                    |        |
| Meilleure création audiovisuelle | An heuliad Ken Tuch' gant Goulwena An Henaff hag Etienne Strubel, Production LBK - Brezhoweb.                       |        |
| Meilleure initiative jeunesse    | Kampoù vakañsiñ e brezhoneg hag e gallaoueg gant an UBAPAR                                                          |        |
| Brittophone de l'année           | Lena Louarn, evit he dek bloaz e penn Ofis ar Brezhoneg                                                             |        |

### Édition 2011
La cérémonie a lieu dans la salle de l'Arche à Tréguier (Côtes d'Armor) et est présentée par Goulwena an Henaff et Clément Soubigou, animateur à France Bleu Breizh Izel. L'animation musicale était assurée par le groupe funk trégorrois Francis Jackson Project.
Membres du jury :  Dominique Gestin (war he leve, kuzulierez kêr e Gwimaeg), Gwenola Koig (kelennerez e Plijidi, oberiant war dachenn ar sevenadur), Pauline Kerscaven (kazetennerez e France Bleu Breizh Izel, kenurzhierez « Treizherien soñjoù » e Penn-ar-Bed), Yann-Erwan Abalan (enklasker evit Brest Meurgêr ar Mor), Brendan Corre (kaner ar strollad Francis Jackson Project), Gwenael Kere (lusker e Radio Bro-Gwened).
| Catégories                                      | Palmarès                                                                    | Nommés |
| ----------------------------------------------- | --------------------------------------------------------------------------- | ------ |
| Livre de fiction                                | Ar marc’h glas, Riwal Huon, Al Liamm                                        |        |
| Disque                                          | Ar vro didu, Oktopus Kafé, POCH AN TOER                                     |        |
| Œuvre                                           | Youenn Gwernig, Jean-Charles Huitorel, Aligal Production/France Télévisions |        |
| Initiative jeunesse                             | Ar Roue Marc’h, TES                                                         |        |
| Initiative pour améliorer l'emploi de la langue | Tezenn, Jean-Claude ar Ruyet                                                |        |
| Brittophone de l'année                          | Teatr Piba evit ar pezh-c’hoari Eden Bouillabes                             |        |

### Édition 2012

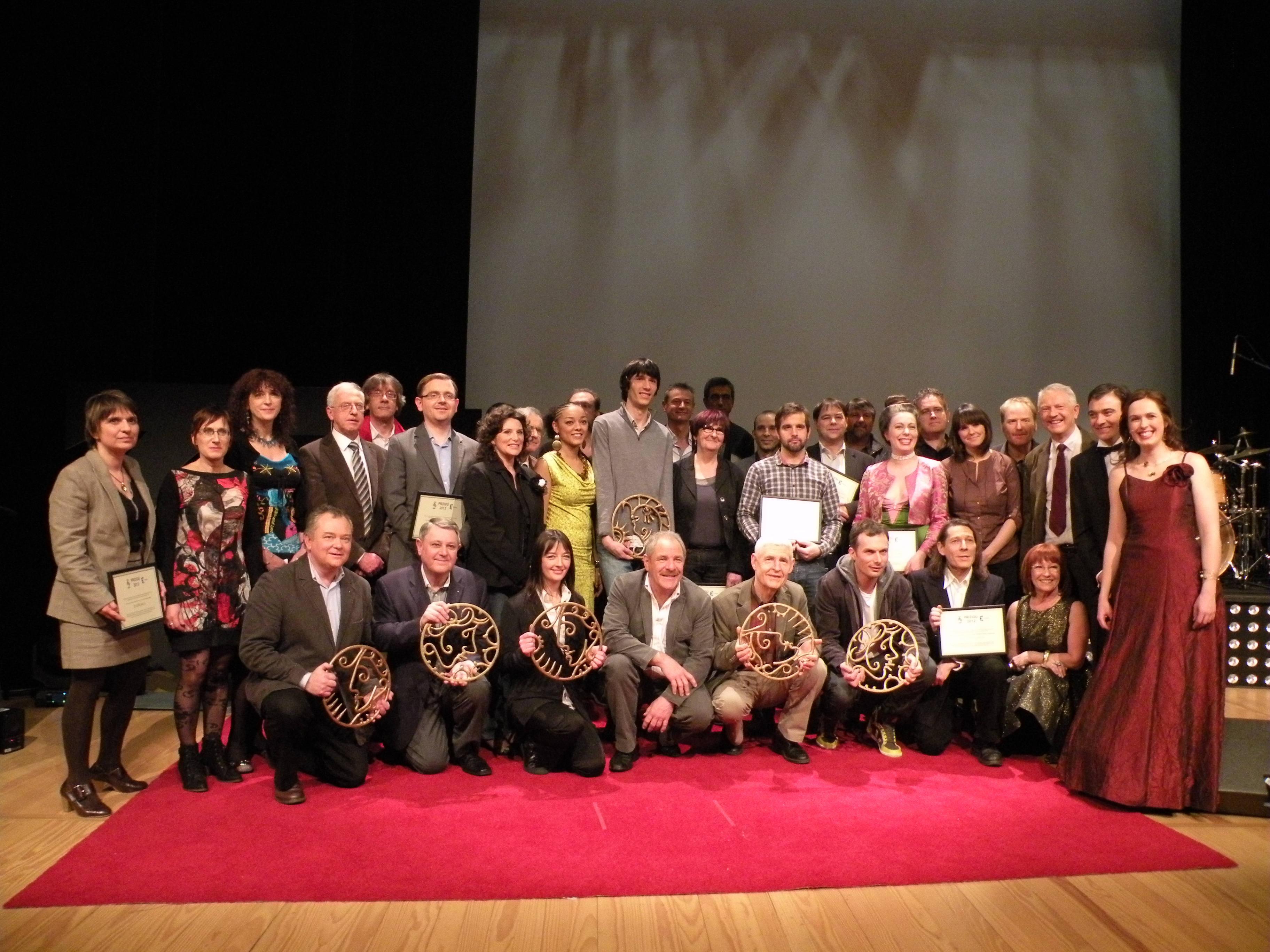
Lauréats 2012

La cérémonie a lieu au Musée de Bretagne aux Champs Libres à Rennes (Ille-et-Vilaine) et est présentée par Goulwena an Henaff et le comédien Yann-Herle Gourves. L'animation musicale était assurée par le groupe Alambig Electrik.
Membres du jury : Visant Roue (Office de la langue bretonne), Paskal Nignol (Musée de Bretagne, Rennes), Jean-René Le Moullec (Skol an Emsav, Rennes), Anne Gouérou (rédactrice en chef des radios associatives), Anne-Claire Quiviger (Agence culturelle bretonne de Loire-Atlantique), Per Lavanant (Centre culturel de Lannion) et Jos Sicard-Cras (Mervent).
| Catégories              | Palmarès                                                                                                 | Nommés                                                                |
| ----------------------- | --- | --------------------------------------------------------------------- |
| Sociétés                | "Babigoù Breizh" (Bébés de Bretagne), crèche                                                             | - Mirdi-bro Plougerne - Symphonie de Breizh                           |
| Documentaires           | Din-me da c’hoari (A moi de jouer), portrait d'un étudiant handicapé par Mai Lincoln et Erwann Kermarrec | - Ar SICA - Allah’s Kanañ war an hent                                 |
| Institutions publiques  | ville de Carhaix                                                                                         | - ville de Bruz - Communauté de communes du pays de Quimperlé         |
| Livres de fiction       | Yann Bijer, avec son roman Torrebenn ! (Al Liamm)                                                        | - Mich Beyer, avec Andon ar gasoni - Bernez Tangi, avec Ar Saouzanenn |
| Monde économique        | Askorn Medical, une entreprise à Cesson-Sévigné                                                          | - Edubreizh - Les Amis du bois                                        |
| Disque chanté en breton | Lleuwen Steffan, avec Tân (Du feu)                                                                       | - Yann Raoul, avec Noz an Nedeleg - Gweltaz Adeux, avec Ehan          |
| Bretonnant de l'année   | Gwenael Oillo                                                                                            | - André Le Meut - Lleuwen Steffan                                     |

### Édition 2013
La cérémonie a lieu au Théâtre de Morlaix (Finistère) et est présentée par Goulwena an Henaff et Yann-Herle Gourves. L'animation théâtrale était assurée par la troupe Mat ar jeu.
Membres du jury : Guillaume Morin (Cavan), Glenn Gouthe (Vannes), Izan Belz (Lannion), Sandrine Gauvain-Temporelli (Bruz), Solenn Georgeault (Douarnenez), Herve Rivoallon (Morlaix) et Sarah Chedifer-Bonneau (Saint-Sauveur).
| Catégories               | Palmarès                                                                                | Nommés |
| ------------------------ | --------------------------------------------------------------------------------------- | ------ |
| Sociétés                 | Bod Kelenn evit e gentelioù noz e bro Bourlet.                                          |        |
| Disques en breton chanté | Brieg Guerveno, evit e bladenn rock Bleunioù an distruj                                 |        |
| Structures publiques     | Levraoueg kêr Vrest evit implij ar brezhoneg e buhez al levraoueg                       |        |
| Monde économique         | difetis.co, ul lec'hienn da bellgargan levrioù e brezhoneg                              |        |
| Théâtre                  | Strollad Ar Vro Bagan evit ar pezh-c'hoari Armorica Breizh                              |        |
| Livre de fiction         | Pierre-Emmanuel Marais evit e romant Alje 57                                            |        |
| Bretonnant de l'année    | Thierry Jamet, evit bezan embannet Harry Potter e brezhoneg ha savet skol Diwan Pornizh |        |

### Édition 2014
La cérémonie a lieu dans la salle Le Triskell à Pont-l'Abbé (Finistère) et est présentée par Goulwena an Henaff et Yann-Herle Gourves. L'animation musicale est assurée par le bagad Cap Caval et Dominique Molard.
Membres du jury : Mevena Guillouzic-Gouret (Cinémathèque de Bretagne), Yann Verney (enseignement bilingue catholique), Lors Moal (Bagad Cap Caval), Rozenn Tanniou (étudiante en ethnologie, UBO), Tudi Kernalegenn (revue ArMen), Fulup Travers (OPLB à Rennes) et Maela Ily (Libraire à Lampaul-Guimillau)
| Catégories              | Palmarès                                                                                           | Nommés |
| ----------------------- | -------------------------------------------------------------------------------------------------- | --- |
| Sociétés                | Lycée Diwan de Carhaix, classé meilleur lycée de France pour ses résultats au bac par Le Figaro    | - Club de rugby des Abers à Lannilis - Office du Tourisme du Kreiz Breizh |
| Disque en breton chanté | Dom Duff pour l'album Babel Pow-Wow                                                                | - Gwennyn, pour l'album Beo - Rozenn Talec-Yannick Noguet, avec Mouezh an diaoul |
| Structures publiques    | ville de Querrien, pour son action sur le bilinguisme                                              | - Espace Glenmor à Carhaix, pour son accueil du public en français et breton - section celtique de l'université de Rennes 2, pour la création de cours de breton à Harvard, aux États-Unis              |
| Monde économique        | Breizhit !, jeu de société créé par la maison d'édition Jeux Bordier à Saint-Malon sur Mel         | - ConsoBreizh |
| Œuvre audiovisuel       | Lann Vraz, long-métrage réalisé par Soazig Danielou                                                | - A-hed an dour (Le long du canal de Nantes à Brest), France TV, par Eric Gudenkauf - War an ton bras, par Lionel Buannic et Claude Nadeau, LBK, Brezhoweb et France 3 Bretagne                         |
| Livre de fiction        | Hervé Gouédard pour le roman Paul Sérusier ul livour e Breizh                                      | - Erwan Huppel pour Yudal - Yann Gerven pour son recueil de nouvelles Traoù nevez |
| Brittophone de l'année  | Malo Bouëssel du Bourg, directeur de Produit en Bretagne et président de l'école Diwan de Fougères | - Soazig Daniellou, productrice et réalisatrice, pour avoir structuré une filière audiovisuelle entièrement brittophone - Isabelle Le Nabat, créatrice de Webklas, site d'aide aux enseignants bilingue |

### Édition 2015
La cérémonie a lieu à la salle de la Maillette à Locminé (Morbihan) et est présentée par Goulwena an Henaff et Yann-Herle Gourves. L'animation musicale est assurée par le groupe Granit 56.
| Catégories              | Palmarès | Nommés |
| ----------------------- | --- | --- |
| Collectivité            | Musée des marais salants de Batz-sur-Mer, le breton à égalité avec les autres langues sur les bornes interactives.                                               | |
| Monde économique        | Naoned Eyewear, lunetier à Nantes | - Aplud, création de jeux en breton et aide à l'apprentissage du breton - Instant Gestion, création d'un logiciel pour établir des fiches de paie en breton                                                                                         |
| Association             | Lusk, une maison d'assistantes maternelles qui s'adressent en breton aux bébés                                                                                   | - EduBreizh, enseignement du breton sur Internet. - Ya-ouank, site interactif pour les jeunes brittophones. |
| Livre de fiction        | Bili er mor, nouvelles d'Annie Coz (Ed. Skol Vreizh). | - En dro d'al lenn-vor, nouvelles de Jef Gedez (Ed. Al Liamm). - Ar pezh a blij din, livre pour enfants de Soaz et Saig Pouldu, illustré par Noémie Lassalle (Ed. An Alarc'h).                                                                      |
| Disque chanté en breton | N'int ket deuet a-benn da ziwriziennañ ac'hanomp, de Rhapsoldya (Ed. Paker Prod)                                                                                 | - Koumoul du, de Jakez et Bleuenn ar Borgn. - Takenn Dour, de Arneo (Editions Compimusic / RFI / Coop Breizh). |
| Création audiovisuelle  | An dianav a rog ac'hanon, réalisé par Avel Corre, produit par Tita Productions.                                                                                  | - Malo, réalisé par Benjamin Botella, écrit par Géraldine Berry et Etienne Strubel, produit par JPL Films. - Anavezout Breizh, réalisé par Jean-Jacques Monnier et Olivier Caillebot, produit par Skol Vreizh.                                      |
| Brittophone de l'année  | Hervé Sebille-Kernaudour - Herve Seubil gKernaudour qui a dirigé l'édition du Dictionnaire du breton du Trégor-Goëlo et de Haute Cornouaille de François Vallée. | - Monique Gentil cofondatrice de Mammigoù, une maison d'assistantes maternelles qui s'adresse aux bébés en breton. - Quentin Morvan a interprété en breton la célèbre chanson Get Lucky du groupe Daft Punk et a fait le buzz (berzh) sur Internet. |

### Édition 2016
La cérémonie a lieu à la salle Avel Vor de Plougastel-Daoulas et est présentée par Goulwena an Henaff et Yann-Herle Gourves. L'animation musicale est assurée par le sonneur et chanteur Youn Kamm, accompagné par le Bagad du Bout du Monde.
| Catégories              | Palmarès | Nommés |
| ----------------------- | --- | --- |
| Association             | Agriculteurs de Bretagne, Labourerien-douar Breizh, pour l'utilisation courante du breton dans leur communication.                                                     | - ADEC 29, édition d'un dépliant d'information bilingue pour le Dépistage des Cancers. - AREP, création d'une formation diplômante en langue bretonne (CAP petite enfance).                                                                                                   |
| Livre de fiction        | Udora pe afer an ed-du, roman de science-fiction de Paskal an Intañv (Ed. Al Liamm).                                                                                   | - N'eus ket a garantez eürus, roman de Goulc'han Kervella (Ed. Skol Vreizh). - Divemor, roman de Pierre-Emmanuel Marais (Ed. Al Liamm). |
| Collectivité            | CNFPT, formations à la langue bretonne à l'attention des fonctionnaires territoriaux.                                                                                  | - Communauté de communes du Pays de Quimperlé, politique linguistique et traduction du magazine communautaire Mag16. - Mairie de Pont-Croix, soutien l'ouverture d'une école Diwan sur un territoire qui jusqu'alors ne disposait d'aucune offre d'enseignement bilingue.     |
| Création audiovisuelle  | Kurdistan, Huñvreal an Nevez-amzer, documentaire (52 min) de Mikael Baudu sur la situation des Kurdes de Syrie face à l'Etat Islamique (Production : Gwengolo Filmoù). | - Enseller Panda, série de films d'animation pour enfants de Gilduin Couronné et Sébastien Hivert (Production : JPL Films). - Paotred al Loc'h, documentaire (28 min) de Ronan Hirrien sur la vie d'un couple homosexuel en Centre Bretagne (Production : France 3 Bretagne). |
| Entreprise              | NumériBulle, des histoires pour enfants à télécharger sur internet. | - D'istribilh, une brasserie à Plouider qui crée le buzz avec une video en breton vue plus de 100.000 fois sur internet. - Camping du Conguel à Quiberon, pour sa signalisation bilingue.                                                                                     |
| Disque chanté en breton | Skeud o roudoù de Nolwenn Korbell (Ed. Coop Breizh). | - Heol Gor de Dañs er Jeko (autoproduction). - Brein de Brein (autoproduction). |
| Brittophone de l'année  | Romain Sponnagel créateur de l'appli Stag et a développé l'enseignement du breton et de la culture bretonne dans le Pays de Saint-Brieuc.                              | - Krismenn pour les stages de chant et concerts sur la grande scène des Vieilles Charrues. - Darlene Arokoh, une Kenyane qui apprend le breton. |

### Édition 2017
La cérémonie a lieu au Carré Magique à Lannion et est présentée par Goulwena an Henaff et Yann-Herle Gourves. L'animation musicale est assurée par Turbo Sans Visa, un groupe qui mélange des styles musicaux de Bretagne, d’Europe de l’Est, du Maghreb et d’Afrique Noire, tout en s’appuyant sur des éléments électroniques et vidéo. Un prix d'honneur est attribué aux lycéens de Diwan qui réclament de pouvoir passer les épreuves du baccalauréat en breton. 
| Catégories              | Palmarès | Nommés |
| ----------------------- | --- | --- |
| Association             | Dizale, association spécialisée dans le doublage en langue bretonne qui propose désormais un service d’abonnement de vidéo à la demande.                                                                      | - Brezhoneg e Brest (du breton à Brest), association pour la promotion et l’usage de la langue bretonne à Brest. - L’amicale des pompiers de Rennes, l’association propose désormais un calendrier entièrement bilingue.                                                                        |
| Livre de fiction        | Bar Abba, roman de Yann Bijer (Ed. Al Liamm) | - Keridwal, recueil de poèmes de Herve Seubil gKernaudour (Ed. Al Liamm) - Rebetiko hag istorioù all, recueil de nouvelles de Kristian Braz (Ed. Al Liamm) |
| Collectivité            | Conseil départemental du Finistère, premier département à adopter un plan pour la langue bretonne 2016-2021.                                                                                                  | - Ville d’Hennebont, pour la création d’un Agenda 21, un plan 2016-2021 pour le développement de la culture bretonne et du breton. - Hôpital de Carhaix, pour l’installation de panneaux bilingues et des actions en faveur du développement de la langue bretonne dans le domaine de la santé. |
| Création audiovisuelle  | A-vihanig / Depuis tout petit, documentaire (26 min) de Bleuenn Le Borgne. | - Pa ya kuit Solenn / Quand Solenn s’en va, docu-fiction (26 min) d’Anne Gouerou. - C’hwi a gano / Vous chanterez, série de 5 épisodes (10 min), réalisée par Perynn Bleunven et Justine Morvan.                                                                                                |
| Entreprise              | Le Kêr, parc ludo-éducatif sur l’histoire de la Bretagne basé à Vannes. Trois brittophones sont employés, l’intégralité des contenus (panneaux, films) proposés sont en breton ainsi que les visites guidées. | - Ar Bradenn – Aquatiris, société spécialisée dans la phyto-épuration, utilise la langue bretonne dans sa communication. - Korrimel, service de messagerie électronique entièrement en breton, permettant d'avoir une adresse en .bzh.                                                          |
| Disque chanté en breton | Youn Kamm et le Bagad du Bout du Monde de Youn Kamm (Apprentis Producteurs / Coop Breizh). | - Valgori de Brieg Guerveno (Paker Prod / Coop Breizh). - Exil de Maria Desbordes (Awen Records / Coop Breizh). |
| Brittophone de l'année  | Yann Tiersen et Emilie Quinquis, le couple de musiciens a décidé d’apprendre et de vivre en langue bretonne. Ils défendent la langue à travers leur art.                                                      | - Laëtitia Anger, pour avoir créé Les Archi Kurieux, une entreprise qui propose des animations autour du patrimoine en langue bretonne. - Fanny Labbay a appris récemment à parler breton et a décidé d’en faire sa langue quotidienne (elle travaille à l’école Diwan de Bourbriac).           |

### Édition 2018
La 21e cérémonie des Prizioù a lieu à l'espace Glenmor de Carhaix où un hommage est rendu au chanteur Glenmor : un choix de lieu « symbolique à la veille des 20 ans du premier lycée Diwan ». L'émission est présentée par Goulwena an Henaff et Yann-Herle Gourves. L'animation musicale est assurée par le Nolwenn Korbell's band. La série Fin ar Bed de Nicolas Leborgne, dans laquelle la chanteuse occupe le rôle principal, remporte le prix de la création audiovisuelle.
| Catégories              | Palmarès | Nommés |
| ----------------------- | --- | --- |
| Association             | Cinémathèque de Bretagne à Brest. Elle collecte et sauvegarde des films sur la Bretagne. Une de ses salariées utilise le breton                                                  | - Yezhoù ha Sevenadur à Nantes. Réunit plusieurs structures dont une école Diwan, Kentelioù an Noz (cours du soir), KDSK (bibliothèque), ainsi qu’une crèche immersive en breton - Youn ha Solena, crèche immersive en breton. |
| Livre de fiction        | Divaskell da nijal kuit, poèmes de Yann-Ber Pirioù (Éd. Skol Vreizh) | - Pellik, poèmes d’Antony Heulin (Éd. Mouladurioù Hor Yezh) - Troiad en Ifern, roman de Mich Beyer (Éd. An Alarc’h embannadurioù). |
| Collectivité            | Syndicat mixte du Parc Naturel Régional d’Armorique, pour la mise en place d’une signalisation bilingue, notamment à Menez Meur                                                  | - Mairie de La Roche-Derrien, pour une application trilingue sur l’histoire et le patrimoine de la commune ; - Musée de Préhistoire de Carnac, pour des fiches pédagogiques en breton. |
| Création audiovisuelle  | Fin ar bed, série policière de Nicolas Leborgne (Lyo production et Tita productions)                                                                                             | - Open the border, documentaire de Mikael Baudu (Gwengolo filmoù) - Ar mor atav, film de fiction d’Emmanuel Roy (Kalanna Production). |
| Entreprise              | Rugby Club de Vannes. Il communique en breton et utilise la langue bretonne sur le terrain pour énoncer les stratégies de jeu.                                                   | - Tudwal et Mathias Girard ont ouvert le Mar’Mousse, une cave à bières à Plérin entièrement bilingue - Christophe Conan, producteur du Cidre de Plougastel, met la langue bretonne en avant en réalisant des étiquettes bilingues sur ses bouteilles.                                                                                     |
| Disque chanté en breton | ‘N om gustumiñ deus an deñvalijenn, de Krismenn (World Village / Pias) | - Loened Fur ha Foll, de Morwenn Le Normand / Roland Conq (Coop Breizh) - As an end to death, de Tiny Feet (Les Disques Normal). |
| Brittophone de l'année  | Stéphanie Stoll, présidente de l’association du réseau d’écoles Diwan. Elle oeuvre au quotidien pour préserver les contrats aidés à Diwan et pour trouver des solutions durables | - Maripol Gouret et Jean-François Guillouzic ont porté le projet Yezhoù ha Sevenadur à Nantes, en créant la plus importante bibliothèque de Loire-Atlantique dédiée à la langue bretonne et à la Bretagne - Fañch Bernard, ou le combat d’une famille pour que le prénom de leur fils soit correctement orthographié en breton avec un ñ. |

### Édition 2019
La 22e cérémonie des Prizioù a lieu le 1er mars au Grand Logis, à Bruz. La soirée, présentée par Goulwena an Henaff et Yann-Herle Gourves, est animée et précédée par un concert du groupe blues-rock Ebel Elektrik.
| Catégories              | Palmarès                                     | Nommés                                                                                            |
| ----------------------- | -------------------------------------------- | ------------------------------------------------------------------------------------------------- |
| Association             | Radio Kerne                                  | - Ti ar Vro Gwengamp - Daoulagad Breizh & Emglev Bro Douarnene                                    |
| Livre de fiction        | Ouzh skleur an noz (Jerom Olivry)            | - Distro Jarl eus ar brezel (Goulc’han Kervella) - Galnys pe priz ar gwad (Yann-Fulub Dupuy)      |
| Collectivité            | Mairie de Carhaix                            | - Mairie de Rennes - Musée de l’ancienne abbaye de Landévennec                                    |
| Création audiovisuelle  | Gwallzarvoud ar Fisel (Sébastien Le Guillou) | - Ar pevarad kerniel (Benjamin Botella – Arnaud Demuynck) - Zao ! (Perynn Bleunven – Mai Lincoln) |
| Entreprise              | Lorcyber                                     | - Diazezadur Kef Labour-Douar Penn-ar-Bed - Penn ar Box                                           |
| Disque chanté en breton | Mil Hent (Denez Prigent)                     | - Kan ar Bed - A-dreñv ar vrumenn (Möhrkvlth)                                                     |
| Brittophone de l'année  | Arno Elegoed                                 | - Ismael Morvan - Paskal Nignol                                                                   |

### Édition 2020
La 23e cérémonie des Prizioù devait initialement se tenir le 13 mars 2020 à Fouesnant, mais a été annulée à cause de la crise sanitaire liée au Covid-19,. Les résultats devaient dans un premier temps être annoncés en mars 2020, à raison d'un à deux lauréats par jour pendant une semaine avant le journal d'information de France 3 Bretagne, mais ils ont à nouveau été reportés à cause de la crise sanitaire. Les résultats ont finalement été annoncé en français en mai 2020 avant les journaux télévisés régionaux de France 3 Bretagne.
Membres du jury :  Roland Martot (Enseignant et coordinateur régional de l’enseignement catholique), Manon Renault (Gérante d’une entreprise audiovisuelle), Hoel Maleuvre (Bibliothécaire à Carhaix), Ewan Thebaud (Coordinateur culturel à Yezhoù ha Sevenadur), Katell Peron (Coordinatrice culturelle à Ti Douar Alre), Olier ar Mogn (Directeur scientifique de l’Office public de la langue bretonne), Janig Bodiou (Ancienne professeur de linguistique à Cardiff).
| Catégories              | Palmarès                                                           | Nommés                                                                                               |
| ----------------------- | ------------------------------------------------------------------ | --- |
| Association             | Mignoned ar brezhoneg                                              | - Festival du chant de marin de Paimpol - Keit vimp bev                                              |
| Livre de fiction        | Beuzet diwar ar pont bras… ha danevelloù all (Jean-Philippe Dupuy) | - Chuchumuchu (Erwan Hupel) - Lucio e-kreiz K. (Annie Coz)                                           |
| Collectivité            | Mairie d'Hennebont                                                 | - Quimperlé Communauté - Mairie de Quimper                                                           |
| Création audiovisuelle  | Yann-Fañch Kemener, tremen en ur ganañ (Ronan Hirrien)             | - Tro Baz Alan Abgrall (Sébastien Le Guillou) - Skiantoù sichant (Julien Posnic - Pierre-Yves Le Du) |
| Entreprise              | Union Jeanne d’Arc Phalange Quimper (UJAP 29)                      | - Biocoop Douar nevez Carhaix - Scop Roudour                                                         |
| Disque chanté en breton | Dindan dilhad dindan (Quartet Talec-Noguet)                        | - Eben (Jonathan Dour) - Ebel elektrik (Ebel elektrik)                                               |
| Brittophone de l'année  | Solena Raynaudon                                                   | - Perinne Bleunven - Roderic Halleguen                                                               |

### Édition 2023
La 26e cérémonie des Prizioù s'est tenue à l'opéra de Rennes le 31 mars 2023, devant 400 spectateurs. La soirée, présentée par Goulwena an Henaff et Yann-Herle Gourves, est animée et précédée par un concert du groupe TREIZ[H] de Youn Kamm, vainqueur du prix de la création chantée en 2022, accompagné de l'orchestre de cuivre du conservatoire de Fougères et avec en invitée la chanteuse Morwenn Le Normand.
| Catégories              | Palmarès                                                     | Nommés                                                                                |
| ----------------------- | ------------------------------------------------------------ | ------------------------------------------------------------------------------------- |
| Association             | Bannoù-Heol                                                  | - Kevre Breizhat ar mell-droad gouezelek - Les Chats cosmiques                        |
| Livre de fiction        | Kan ar mel (Yannig Audran)                                   | - Fulenn (Yann-Charlez Kaodal) - Planedenn paotr e bluenn (Mich Beyer)                |
| Collectivité            | Mairie de Plougastel-Daoulas                                 | - Mairie de Rostrenen - Mairie de Paimpol                                             |
| Création audiovisuelle  | E Jardrin ur Stourmer (Mikael Baudu)                         | - Disoñjal (Madeleine Guillo) - Buhez ar Sant (Riwal Kermarrec et Yann-Herle Gourves) |
| Monde économique        | Breizh Odyssée                                               | - Ouest-France (podcast "Eus ur remziad d'egide") - École de broderie Pascal Jaouen   |
| Œuvre chantée en breton | Elodie Jaffré, Awena Lucas et Yann Le Bozec, pour Kanour Noz | - Modkozmik, pour Volume 1 - Startijenn, pour Talm ur galon                           |
| Brittophone de l'année  | Alvan & Ahez                                                 | - Jean-Patern Ars - Loeiza an Duigoù                                                  |